# 미즈노 다이스케
미즈노 다이스케(일본어: 水野 泰輔, 1993년 5월 4일 ~ )는 일본의 축구 선수이다.

## 구단 경력
그는 2012년부터 2024년까지 J리그의 나고야 그램퍼스, FC 기후, 후지에다 MYFC, 로아소 구마모토에서 활동하였다.